# Wir müssen durch viel Trübsal
Wir müssen durch viel Trübsal (Il nous faut traverser bien des tribulations) (BWV 146) est une cantate religieuse de Johann Sebastian Bach composée à Leipzig en 1726.

## Histoire et livret
Bach composa cette cantate pour le troisième dimanche après Pâques, également appelé Jubilate. Pour cette destination liturgique, deux autres cantates ont franchi le seuil de la postérité : les BWV 12 et 103. Pâques tombant le dimanche 21 avril cette année, Jubilate correspond donc au 12 mai.
Les lectures prescrites pour ce dimanche étaient Pierre 1, 2:11–20 et Jean 16:16–23, Jésus annonçant son retour. Bach avait opposé le chagrin et la joie dans des cantates antérieures composées pour la même occasion, d'abord à Weimar en 1714, Weinen, Klagen, Sorgen, Zagen, BWV 12, puis à Leipzig en 1725, Ihr werdet weinen und heulen, BWV 103. Le poète inconnu choisit une citation des Act. 14 :22 pour commencer la cantate, « Wir müssen durch viele Bedrängnisse in das Reich Gottes eingehen », que Salomon Franck avait déjà utilisé pour le premier récitatif de « Weinen, Klagen, Sorgen, Zagen ». Les trois mouvement suivants se lamentent des souffrances du monde tandis que trois autres mouvements dépeignent le joyeux espoir d'une vie meilleure au Royaume de Dieu. Le thème constant tout au long de ces textes est un désir de mort. Le cinquième mouvement est une paraphrase du Psaume 126 :5 que Brahms choisit aussi pour son Requiem allemand, « Die mit Tränen säen, werden mit Freuden ernten ». Le sixième mouvement de réfère à Rom. 8 :18, « Denn ich bin überzeugt, dass dieser Zeit Leiden nicht ins Gewicht fallen gegenüber der Herrlichkeit, die an uns offenbart werden soll ». Du choral final ne reste que la musique. Il a été avancé que la neuvième strophe du « Lasset ab von euren Tränen » de Gregorius Richter  pourrait avoir servi de texte pour ce choral final.

## Structure et instrumentation
La cantate est écrite pour flûte traversière, deux hautbois d'amour, taille (Hautbois baroque), deux violons, alto et basse continue, avec quatre voix solistes (soprano, alto, ténor, basse) et chœur à quatre voix.
Il y a huit mouvements :
1. sinfonia
2. chœur : Wir müssen durch viel Trübsal in das Reich Gottes eingehen
3. aria (alto) : Ich will nach dem Himmel zu
4. récitatif  (soprano) : Ach! wer doch schon im Himmel wär!
5. aria  (soprano) : Ich säe meine Zähren
6. récitatif (ténor) : Ich bin bereit, mein Kreuz geduldig zu ertragen
7. aria (ténor, basse) : Wie will ich mich freuen, wie will ich mich laben
8. choral : Denn wer selig dahin fähret or Ach, ich habe schon erblicket

## Musique
Deux mouvements de la cantate, la sinfonia et le premier mouvement, sont liés au Concerto no 1 en ré mineur BWV 1052 qui est peut-être issu d'un concerto pour violon perdu. Le manuscrit original de la cantate a disparu mais les spécialistes sont convaincus qu'il s'agit d'une œuvre de Bach. Il utilisa un concerto instrumental de la même façon pour des mouvements des cantates Gott soll allein mein Herze haben, BWV 169 et Ich geh und suche mit Verlangen, BWV 49 dont la paternité est indiscutable.
Bach transforma le premier mouvement du concerto pour clavecin en un concerto pour orgue, développant la partie des cordes avec les bois. Il changea le deuxième mouvement en un mouvement choral en y insérant des parties vocales mais cette fois sans bois additionnels.
Le troisième mouvement est une aria pour alto accompagnée d'un violon obligé qui transcende le « dem Himmel zu » (vers le ciel). Le récitatif suivant, une lamentation sur la persécution dans le monde, est accompagné de longs accords des cordes. Le cinquième mouvement illustre en deux sections l'opposition entre « semer des larmes et récolter la joie », accompagné par une flûte et deux hautbois d'amour. Le septième mouvement est probablement dérivé d'un mouvement dansant profane en forme de da capo. Une ritournelle entoure la première section tandis que seul le continuo accompagne la section centrale. Le choral final est disposé en quatre parties sur la mélodie « Werde munter, mein Gemüte ».

## Source
- (en) Cet article est partiellement ou en totalité issu de l’article de Wikipédia en anglais intitulé « Wir müssen durch viel Trübsal, BWV 146 » (voir la liste des auteurs).